# Gérard Gili
Gérard Gili (ur. 7 stycznia 1952 w Marsylii) – piłkarz francuski grający na pozycji bramkarz, a po zakończeniu kariery trener piłkarski. W swojej karierze występował w takich klubach jak: Olympique Marsylia, SC Bastia, FC Rouen i Olympique Alès. Był też trenerem Olympique Marsylia, Girondins Bordeaux, Bastii i selekcjonerem reprezentacji Egiptu oraz Wybrzeża Kości Słoniowej.